# Patrick Osiako
Patrick Osiako est un footballeur kényan, né le 15 novembre 1986 à Mombasa au Kenya. Il évolue comme milieu défensif.

## Palmarès
Mjallby AIF
- Champion de Division 2 suédoise (1) : 2009